# Axel Zerdick
Axel Zerdick (* 5. November 1941 in Elbing; † 3. November 2003 in Berlin) war ein deutscher Ökonom und Publizistikwissenschaftler. 

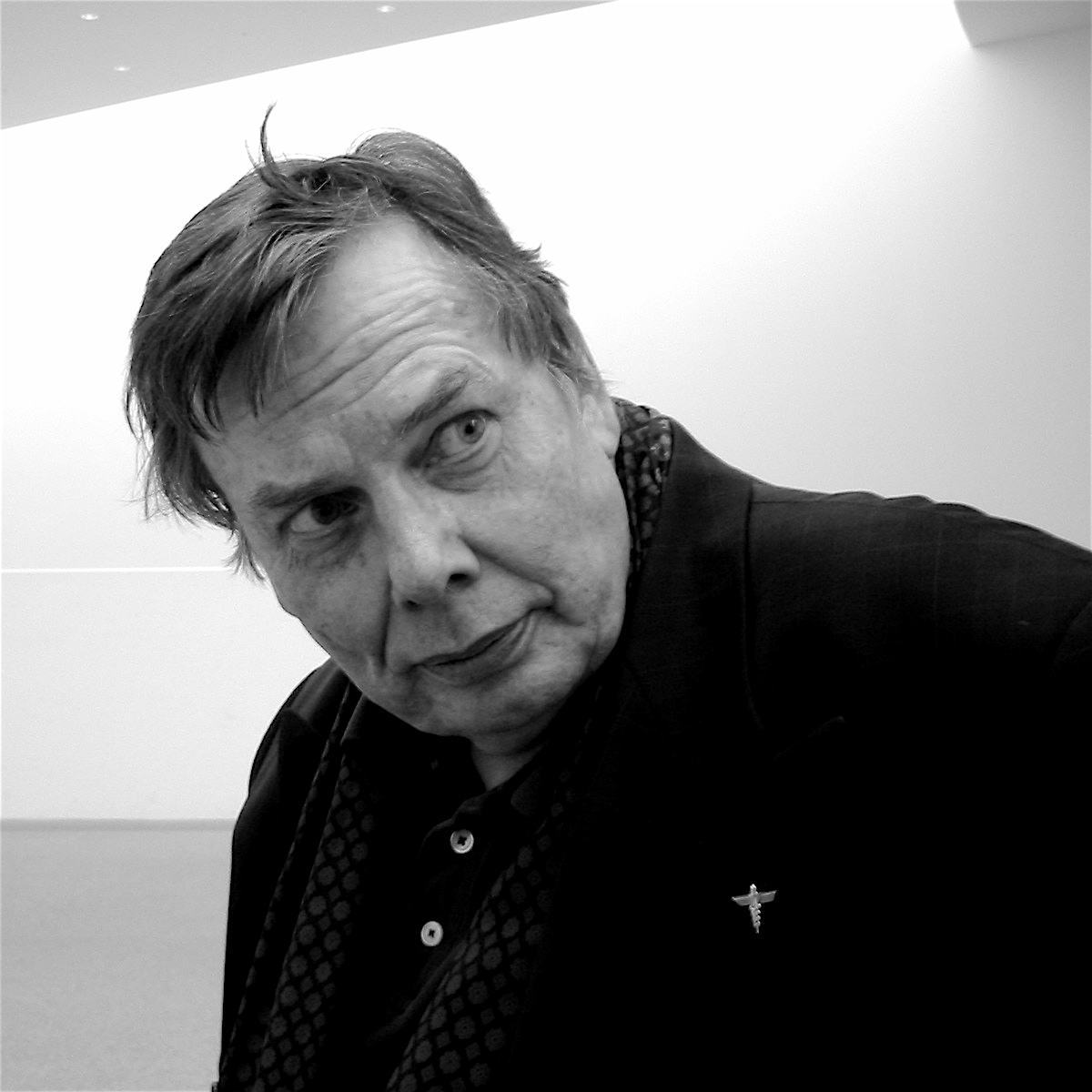
Axel Zerdick (München, 2002)

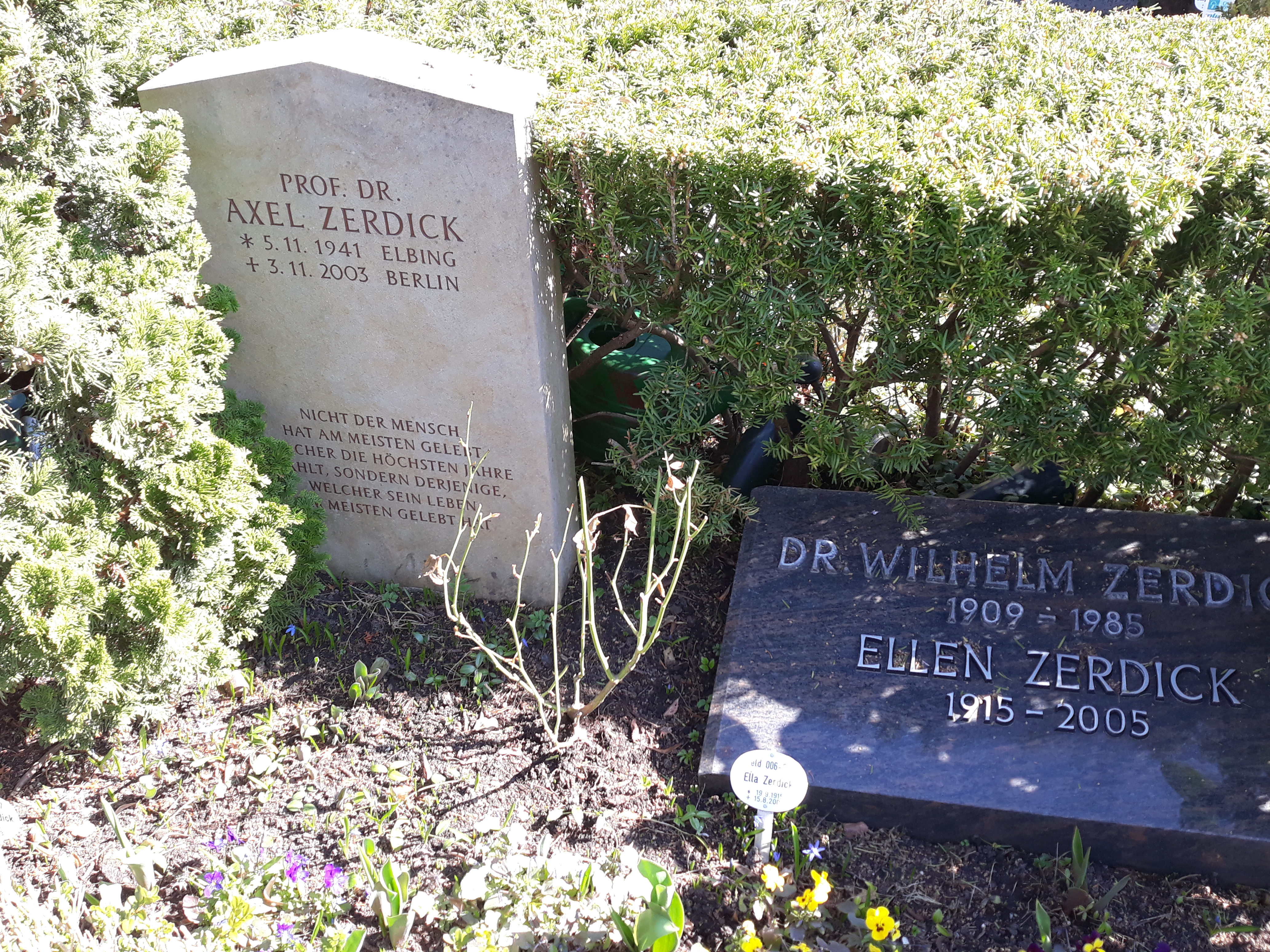
Das Grab von Axel Zerdick und seinen Eltern auf dem Friedhof Dahlem in Berlin.

## Leben
Axel Zerdick studierte in Berlin und Kanada Elektrotechnik, Rechtswissenschaft und Betriebswirtschaftslehre. Er schloss sein Studium als Diplom-Kaufmann ab und promovierte 1970 zum Thema „Die präventive Fusionskontrolle in Japan: rechtliche Ausgestaltung und praktische Anwendung“ an der Freien Universität Berlin. Zunächst als Professor an der Berliner Fachhochschule für Wirtschaft (FHW) wurde er 1980 Professor am Institut für Publizistik- und Kommunikationswissenschaft der Freien Universität Berlin (Arbeitsbereich Medienökonomie). Seine Forschungsschwerpunkte waren Kommunikationspolitik und ökonomische Aspekte der Individual- und Massenkommunikation.
Zerdick konnte in dieser Zeit in einer mit Manfred Knoche gemeinsam erstellten Studie belegen, dass die damals von den Zeitungsverlegern geforderte Presseförderung (= Subventionen) anhand der eigenen Daten der Zeitungsverlage nicht gerechtfertigt war. Die Presseförderung wurde daraufhin eingestellt. 
Neben seiner Arbeit an der FU Berlin war Zerdick Ende der neunziger Jahre Gründer und Sprecher des European Communication Council, zu der sich eine unabhängige Gruppe vorwiegend europäischer Kommunikationswissenschaftler zusammengeschlossen hat. Dem European Communication Council gehören unter anderem Arnold Picot und Klaus Schrape sowie Roger Silverstone (LSE), Alexander Artopé, Ulrich Lange und Klaus Goldhammer an. Das ökonomische Standardwerk Die Internet-Ökonomie – Strategien für die digitale Wirtschaft erschien 1999 als European Communication Council Report und befasst sich mit dem Einfluss neuer Technologien auf die  Medien- und Kommunikationsindustrie. 
Außerdem war Zerdick Mitglied im Wissenschaftlichen Arbeitskreis für Regulierungsfragen der Regulierungsbehörde für Telekommunikation und Post und Mitglied des Rundfunkrats beim Sender Freies Berlin (SFB) und der Nachfolgeanstalt Rundfunk Berlin Brandenburg (RBB) sowie Mitglied des Aufsichtsrats der ART+COM Medientechnologie und Gestaltung AG.
Er war mit Hiroko Nojiri, Auslandskorrespondentin der Zeitschrift Nihon Keizai Shimbun, verheiratet und hatte zwei Kinder.
Axel Zerdick starb 2003, zwei Tage vor seinem 62. Geburtstag, in Berlin. Sein Grab befindet sich auf dem Friedhof Dahlem.

## Schriften
Autor
- Die präventive Fusionskontrolle in Japan. Rechtliche Ausgestaltung und praktische Anwendung. Diss., FU Berlin 1970.

Herausgeber
- Telefon und Gesellschaft. 3 Bde. Berlin: Spiess, 1989 und 1990. (Hrsg. Forschungsgruppe Telefonkommunikation, zusammen mit Ulrich Lange und Klaus Beck)
- Die Internet-Ökonomie. Strategien für die digitale Wirtschaft. Berlin [u. a.]: Springer, 1999. (Herausgegeben zusammen mit Arnold Picot u. a.)
- Rundfunkwende. Der Umbruch des deutschen Rundfunksystems nach 1989 aus der Sicht der Akteure. Berlin: Vistas, 2000. (Herausgegeben zusammen mit Günther von Lojewski u. a.) ISBN 3-89158-292-7